# Цветоедовые
Цветое́довые, или цветосо́совые (лат. Dicaeidae), — семейство певчих птиц из отряда воробьинообразных. Включает 57 видов, относящихся к трём родам.
Цветоедовые встречаются преимущественно на Новой Гвинее и на Филиппинах. Остальная часть ареала тянется от Индии через Китай до южных рубежей Австралазии. Живут они как правило в небольших группках на деревьях или в кустарниках. Цветоедовые не мигрируют, а остаются верными своему месту рождения.
Цветоедовые — птицы малых размеров с короткими лапками и хвостами. У оперения неяркая расцветка, оба пола почти не отличаются. У некоторых видов самцы отличаются более ярким оперением. На коротких клювах есть выступы наподобие маленьких зубов, помогающие цветоедовым поедать липкие фрукты. Их язык свёрнут в трубочку, что облегчает добывание нектара. Помимо него, цветоедовые питаются ягодами и фруктами, не брезгуют также насекомыми и пауками. Предпочитают жёлтые ягоды растения Loranthus longiflorus из семейства ремнецветниковых и являются важным фактором распространения его семян.
Гнёзда цветоедовых имеют круглую форму, подвешены к ветвям деревьев и вход в них находится сбоку. В качестве строительного материала используются различные стебельки, а также паутина. В кладке от двух до четырёх яиц.

## Классификация
- Род Цветоеды (Dicaeum)[2]
  - Бронзовый цветоед (Dicaeum aeneum)
  - Пестрогрудый цветоед (Dicaeum aeruginosum)
  - Толстоклювый цветоед (Dicaeum agile)
  - Бородатый цветоед (Dicaeum annae)
  - Золотошапочный цветоед (Dicaeum anthonyi)
  - Целебесский цветоед (Dicaeum aureolimbatum)
  - Филиппинский цветоед (Dicaeum australe)
  - Dicaeum beccarii
  - Двуцветный цветоед (Dicaeum bicolor)
  - Dicaeum cambodianum
  - Чернощёкий цветоед (Dicaeum celebicum)
  - Желтогузый цветоед (Dicaeum chrysorrheum)
  - Одноцветный цветоед (Dicaeum concolor)
  - Огненноспинный цветоед (Dicaeum cruentatum)
  - Dicaeum dayakorum
  - Красноклювый цветоед (Dicaeum erythrorhynchos)
  - Буруанский цветоед (Dicaeum erythrothorax)
  - Буроспинный цветоед (Dicaeum everetti)
  - Красивый цветоед (Dicaeum eximium)
  - Красноголовый цветоед (Dicaeum geelvinkianum)
  - Визаянский цветоед (Dicaeum haematostictum)
  - Dicaeum hanieli
  - Ласточковый цветоед (Dicaeum hirundinaceum)
  - Белобрюхий цветоед (Dicaeum hypoleucum)
  - Флоресский цветоед (Dicaeum igniferum)
  - Огненногрудый цветоед (Dicaeum ignipectus)
  - Dicaeum kampalili
  - Dicaeum keiense
  - Dicaeum luzoniense
  - Тиморский цветоед (Dicaeum maugei)
  - Желтобрюхий цветоед (Dicaeum melanozanthum)
  - Dicaeum minullum
  - Алогрудый цветоед (Dicaeum monticolum)
  - Красношапочный цветоед (Dicaeum nehrkorni)
  - Оливковошапочный цветоед (Dicaeum nigrilore)
  - Dicaeum nitidum
  - Зеленоспинный цветоед (Dicaeum olivacea)
  - Папуанский цветоед (Dicaeum pectorale)
  - Серогрудый цветоед (Dicaeum proprium)
  - Цветоед-крошка (Dicaeum pygmaeum)
  - Четырёхцветный цветоед (Dicaeum quadricolor)
  - Миндорский цветоед (Dicaeum retrocinctum)
  - Dicaeum rhodopygiale
  - Пурпурный цветоед (Dicaeum sanguinolentum)
  - Оранжевобрюхий цветоед (Dicaeum trigonostigma)
  - Цветоед Тристрама (Dicaeum tristrami)
  - Огненноголовый цветоед (Dicaeum trochileum)
  - Белогорлый цветоед (Dicaeum vincens)
  - Dicaeum virescens
  - Молуккский цветоед (Dicaeum vulneratum)
  - Dicaeum wilhelminae
- Род Цветососы (Prionochilus)
  - Золотогрудый цветосос (Prionochilus maculatus)
  - Зеленоспинный цветосос (Prionochilus olivaceus)
  - Красногрудый цветосос (Prionochilus percussus)
  - Палаванский цветосос (Prionochilus plateni)
  - Рубиновогрудый цветосос (Prionochilus thoracicus)
  - Желтопоясничный цветосос (Prionochilus xanthopygius)
- Род Pachyglossa.